# Буменджель, Али
Али Буменджель (24 мая 1919 — 23 марта 1957) — алжирский революционер и адвокат.

## Биография
Родился в Релизане в семье школьного учителя, среднее образование получил в школе в Ларбаа. Благодаря своему таланту и упорному труду Али Буменджель получил стипендию и продолжил образование в Колледже Дювейрье в Блиде, где он познакомился с другими будущими деятелями алжирской революции, прежде всего с Абаном Рамданом, Бенюсефом Бенхеддой и Саадом Дахлабом. Затем он решил связать свою карьеру с законом и стал журналистом журнала «Эгалье», который в то время контролировали интернационалисты во главе с Ферхатом Аббасом. В 1946 году стал членом Объединения демократов Алжирского Манифеста (УГМА), после 1954 года он стал, вместе с Жаком Вержесом, одним из многих юристов, которые работали на алжирских националистов. В 1955 году Али Буменджель вступил во Фронт национального освобождения (ФНО) вместе со своим старым другом Абаном Рамданом, после того, как Рамдан был освобожден из тюрьмы. Рамдан посоветовал Буменджелю изменить свое место работы, поэтому он начал работать в судебном отделе корпорации Shell, в то же время он продолжил работать на ФЛН.
Али Буменджель был арестован 9 февраля 1957 года и более месяца подвергался пыткам со стороны Поля Ауссарессеса и его людей. 23 марта он был выброшен с шестого этажа здания тюрьмы; его смерть официально квалифицировали как самоубийство. Сорок три года спустя, в 2000 году, Ауссарессес признал, что Буменджеля убили.
В 1999 году Али Буменджель получил алжирский Орден за заслуги (посмертно).
Следуя рекомендациям доклада историка Бенджамина Стора о франко-алжирской памяти, 2 марта 2021 года президент Франции Эммануэль Макрон признает, что Али Буменджель был «замучен и убит» французской армией. Президент принял четырех внуков Али Буменджеля, чтобы объявить им о признании от имени Франции его убийства. Пресс-релиз напоминает о признании Пола Ауссаресса в том, что он приказал одному из своих подчиненных представить убийство как самоубийство.